# Pseudogriphoneura testacea
Pseudogriphoneura testacea är en tvåvingeart som beskrevs av Friedrich Georg Hendel 1933. Pseudogriphoneura testacea ingår i släktet Pseudogriphoneura och familjen lövflugor. Inga underarter finns listade i Catalogue of Life.